# Bracia Serafiońscy (Piotrogród)

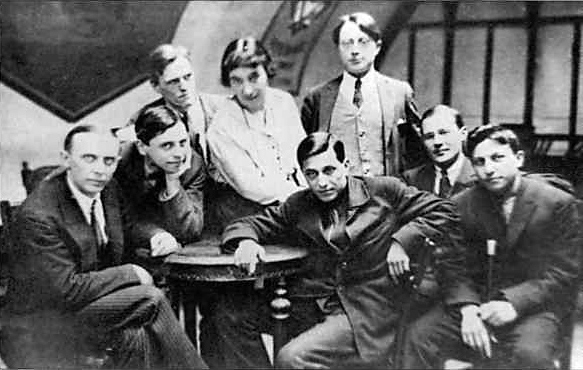
Bracia Serafiońscy. Od lewej: Konstanty Fiedin, Michaił Słonimski, Nikołaj Tichonow, Elżbieta Połońska, Nikołaj Nikitin, Michaił Zoszczenko, Ilia Gruzdiew i Wieniamin Kawierin

Bracia Serafiońscy (ros. Серапио́новы бра́тья, Sierapionowy Bratja) – stowarzyszenie pisarzy (prozaików, poetów i krytyków literackich) utworzone w Piotrogrodzie 1 lutego 1921 roku. 
Stowarzyszenie przyjęło nazwę od cyklu nowel niemieckiego pisarza romantycznego Ernsta Theodora Amadeusa Hoffmanna pod tym samym tytułem. 
Członkami stowarzyszenia byli: Lew Łunc, Ilia Gruzdiew, Michaił Zoszczenko, Wieniamin Kawierin, Nikołaj Nikitin, Michaił Słonimski, Wiktor Szkłowski, Vladimir Pozner, Elżbieta Połońska, Konstantin Fiedin, Nikołaj Tichonow i Wsiewołod Iwanow. 
Stowarzyszenie deklarowało otwarcie swoją apolityczność. Stopniowo narastał nacisk ze strony jedynej legalnej Komunistycznej Partii Związku Radzieckiego. Część pisarzy podporządkowała się nakazom oficjalnej polityki kulturalnej, inni udali się na emigrację.